# 남명초등학교 상덕분교
남명초등학교 상덕분교는 경상남도 남해군 남면 남서대로 1144 (덕월리)에 있었던 초등학교이다.

## 연혁
- 1943년 7월 22일 남명국민학교 상덕분교장 인가
- 1947년 5월 23일 상덕국민학교 승격
- 1996년 3월 1일 상덕초등학교로 교명 변경
- 1999년 9월 1일 남명초등학교 상덕분교장으로 격하됨
- 2003년 3월 1일 남명초등학교로 통합